# Фабрика сијалица Тесла
Фабрика сијалица Тесла је била југословенска и српска фабрика сијалица у Панчеву која је пословала од 1931. до 2010. године. Била је друга фабрика сијалица у Југославији и једина у Србији. Трговац Јаша Алкалај је оснoваo фабрику 1931. године, под називом: Тесла — прва југословенска индустрија сијалица и металотехничких израђевина. Предузеће је докапитализовано 1933. године и постаје акционарско друштво Фабрика сијалица „Тесла“. Током другог светског рата фабрика је под комесарском управом слабо пословала. Након рата прелази у државно власништво и шири производњу. Производни програм је садржао разне сијалице широке примене које су биле познате по дугом радном веку. Извозиле су се на тржиште западне Европе и Блиског истока. Фабрика је престала с радом 2010. године, када је прогласила стечај, који је окончан 2021. године. Данас је комплекс фабрике готово у целости срушен, скоро да нема никаквих трагова да је ту била фабрика.

## Историја

### 1930-е
Фабрика је основана са капацитетом од 1000 сијалица дневно, максимална снага сијалица је била 40W. До краја 1931. је произведено 120.000 сијалица.
- 1932. године сијалице бивају пуњене гасом (азотом) до 200W. Крајем 1932. године производња се повећала на 2000 комада дневно, да би крајем године било произведено око 350.000 сијалица.
- 1933. године креће производња сијалица до 2000 W, долази до повећања производних капацитета(са 2000 на 3000 комада дневно). Тада се фабрика суочава с јаком конкуренцијом од стране мађарског „Tungsram”-a, због чега је предузеће прешло у акционарско друштво.
- 1934. године фабрика се суочава с конкуренцијом „Tungsram”-a, због чега није забележен напредак, са укупно 560.000 произведених сијалица. Набављено је пет машина за израду спирала марке „Bruckner”.
- 1935. године је постигнут рекорд од почетка производње у односу на цео предратни период. Произведено је 670.000 комада сијалица. На производњу су утицале две загребачке фирме: „Домаћа индустрија сијалица-ДИС” и „Творница електричних жаруља-ТЕЖ”, које су биле у страном картелу: „Societe Anonyme d'electricite Tungsram” са седиштем у Цириху. На развој Тесле су нерадо гледали, јер је oбучени кадар напредовао са производњом која је била полуаутоматска, што је допринело бржој производњи.
- 1936. године јављају се идеје око продаје фабрике иностраном картелу услед јаке конкуренције. Радну снагу је сачињавало око 60-70 радника.
- 1938. године акције фабрике су продате по цени од 2000 динара. „Tungsram” је имао удео од 60%, док је „TEŽ” имао удео од 40% акција. Фабрика је задржала име „Тесла” - фабрика сијалица а.д. Панчево, јер је назив стекао углед на тржишту. Произведено је 650.000 сијалица.
- 1939. године фабрика је под принудном управом, јер су нови власници фабрике улагали новац у фабрике за израду оружја и муниције, при чему је производња била на нивоу од 1935-1938.године.

### 1940-е
Године 1940. производња је у паду, јер је Други светски рат захватио Европу, због чега је страни картел смањио улагања у фабрику сијалица. Није забележен напредак у производњи и произведено је 620.000 сијалица.

#### Други светски рат
- Године 1941. Југославија је окупирана. За време окупације је предузеће привремено стављено под комесарску управу, и није пословало 11 месеци. У 1941. години је до окупације произведено 325.000 сијалица.
- Године 1942. произведено је свега 27.000 сијалица. Исте године је укинута комесарска управа, одржан је скуп акционара који су донели одлуку да преузму управу над предузећем. Акције нису гласиле на име већ на доносиоца, чиме је постигнуто лакше испуњавање законских обавеза и финансијских трансакција.
- Године 1943. је произведено 180.000 сијалица, наредне године је произведено 155.000 сијалица. Панчево је ослобођено 06. 10. 1944.године. У част овог догађаја, штампарија која је правила картонске амбалаже је носила име „6. Октобар”.

#### Послератни период
- Одлуком владе НР Србије 06. 07. 1945. фабрика је стављена под принудну управу, због чега је производња била мала и радило се на завршавању недовршених послова уз преостале залихе сировина. Увоз сировина није био могућ, јер се у пограничним деловима Југославије још увек водио рат против окупатора. Године 1945, произведено је 87.000 сијалица.
- 1946. године је фабрика национализована. Из имена је избачено а.д, а фабрика је наставила да послује под именом фабрика сијалица „Тесла” - Панчево. Направљен је план по коме је требало да буде произведено 840.000 сијалица, премда је остварено само 27,6% укупног плана. Произведено је укупно 232 000 сијалица.
- 1947. године услед великих напора радног колектива премашују се очекивања и бива произведено 950.000 сијалица, са мањим бројем радника него 1939. године.
- 1949. године предузеће остаје без руководства након што је „Главна дирекција савеза електроиндустрије” објавила да је фабрика прешла из савезног у републички значај и под управу АОР - Главна дирекција металне индустрије. Услед промене надлежности фабрика није радила око 100 дана и није испуњен план производње. У другој половини године је почела нормална испорука сировина фабрици. Произведено је са 52 радника 747.000 сијалица.

### 1950-е
- 1950. године долази до радничког самоуправљања, радници одређују план производње. Сировине су набављане преко „ТЕЖ”-a, који је пре свега гледао да задовољи своје потребе, па онда да испоручи сировине. Услед таквог начина рада испорука сировина је била нередовна и неорганизована, због чега је фабрика предата 02. 09 радницима на управљање, што је подстакло побољшање у погледу развоја и испоруке сировина. Крајем 1950. је произведено 1.025.000 сијалица, чиме су радници показали своје знање и умеће.
- 1951. године су увезене машине из Енглеске за израду електрода типа „EVD”. Захваљујући томе је почела производња електрода. Произведено је 1.023.000 сијалица са 83 запослена.
- 1952. година је значајна за фабрику, јер се сели на нову локацију и постаје једна модерна индустрија сијалица. Предузеће је пресељено у халу некадашњег предузећа „Обнова” које је распуштено. Набављена је комплетна гас група као и 12 машина за израду спирала. Сва очекивања у производњи су премашена. Произведено је 850.000 сијалица.
- 1953. године године фабрика се уселила у нову зграду, исте године је из Енглеске увезена аутоматска апаратура „Luxram” за израду сијалица годишњег капацитета 3.500.000 комада. Градска плинара је припојена фабрици сијалица. Сви капацитети фабрике нису у целости искоришћени, јер се током те године обављао пренос и постављање машина у нову халу. Поред свега произведено је 1.683.000 сијалица са 90 запослених.
- 1954. године долази до опоравка и раста производње. Нове машине боље обављају посао и радници су се навикли на њих. Произведено је 2.380.000 сијалица.
- 1955. године је почела набавка потребних машина за производњу флуоресцентних цеви. Опрема је стигла крајем године услед кашњења испоручиоца, те је погон пуштен у рад следеће године. Иако је произведено 3.066.000 сијалица, управа није била задовољна, јер услед потешкоћа 254.000 сијалица није сишло са производних трака.
- 1956. године је почела производња флуоресцентних сијалица, капацитет је порастао на 4.200.000 сијалица. Крајем године је произведено 3.600.000 обичних и флуоресцентних сијалица. У иностранство је извезена прва количина сијалица у вредности од 40.000 US$. У производни програм су ушле батеријске, динамо и сигналне сијалице.
- 1957. године је дошло до напретка у производњи. Фабрика је реконструисана, набављене су две групе за израду специјалних и минијатурних сијалица, као и пратећа опрема. Произведено је 6.971.000 сијалица.
- 1958. године долази до смањења производње за милион сијалица услед увоза сијалица од контингената. Број запослених је износио 413, укинута је друга смена што је узроковало појаву технолошког вишка. Управа доноси одлуку да се вишак радника не отпушта, већ да се од њих створи резервна радна снага. Предузеће „Металац” је припојено чиме им је омогућена самостална израда металних контаката и навоја за сијалице. Произведено је 5.805.493 сијалица.
- 1959. године је покренута специјална полуаутоматска група за израду минијатурних сијалица „Александра”. Произведено је 5.411.121 комада сијалица.

### 1960-e
- 1960. године настаје петогодишњи план производње. Проширени су производни капацитети, набављено је шест машина за спирализацију „SP 21” и „SP 23”, и три машине W-10 „Watt”, чиме је започета израда двоструких спирала. Произведено је са 440 радника 5.909.678 сијалица.
- 1961. године стижу нове групе које су планом реконструкције приспеле, монтиране су и почела је производња. Настају нове радне јединице и нове групе. Са произвoдних трака силази прва количина живиних сијалица, као и специјалних сијалица, чиме је смањена количина увоза сијалица. Пуштене су у рад аутоматске групе за израду нормалних и минијатурних сијалица „Бадер”. Креће производња неонских реклама (НЕ МЕШАТИ са флуоресцентним сијалицама). У погонима ради седам производних линија. Обновљена је плинара уградњом крекинг уређаја за потребе фабрике. Исте године је израђен елаборат о гасификацији града Панчева за потребе грађана и индустрије. У фабрици излази први број БИЛТЕНА који се бавио условима рада, животу радног колектива и њиховим проблемима. Произведено је 7.957.678 сијалица са 461 радником.
- 1962. године настају производи погона прецизне механике „Металац” који раније није имао производну линију, креће се са израдом стартера за флуо цеви снаге 40W,термометара и раткапни. Успех је делом и стицај околности, тј.слагањем пословне политике са петогодишњим планом. Настају идеје о изради седмогодишњег плана. Производња се одвија на осам производних трака, од којих су поједине радиле у две смене. Произведено је са 523 радника 10.127.000 сијалица.
- 1963. године припрема се увођење 42-часовне радне недеље на подручју СР Србије. Производи који су се раније ручно правили сада се праве машински. Постепено долази до искоришћавања максималних капацитета, што се и види по резултатима. Извршена је реконструкција фабрике и локалних предузећа, која је остала позната као „Реконструкција старе индустрије”. Успостављен је нацрт седмогодишњег плана. Са 632 радника је произведено 12.485.858 сијалица.
- 1964. година је била једна од најуспешнијих током пословања, јер је постигнута производња која је требало да се постигне 1965. године по петогодишњем плану (1960). Ангажовано је 10 производних линија од којих су неке радиле у две смене. У августу администрација ради укупно 42 сата недељно. У плану обнове је планирано довршавање грађевинских и санитарних објеката, као и припреме за набавку нових група: три групе за производњу обичних сијалица, две за израду специјалних и минијатурних сијалица и једна за производњу флуо цеви. Купљено је 24 машина за израду спирала од „Тungsram”-a као и три електродне машине. Лома у производњи је било мало, обезбеђене су девизе за увоз сировина из иностранства. Произведено је са 760 радника 17.095.571 комада разних сијалица.
- 1965. године је завршена обнова и у погон су пуштене две „Tungsram” групе за производњу флуо цеви и ауто сијалица. Уводе се 22 производне линије. Асортиман ауто сијалица се лако пробио на тржиште, чиме је смањен увоз сијалица. Код појединих група су се јавиле потешкоће за нормалан рад. Са 804 радника је произведено 17.946.677 сијалица. Нове мере које су донете ради решавања кризе су захтевале много напора.
- 1966. године фабрику је захватила криза услед привредне реформе, због чега је број запослених спао на 754 радника, трошкови су сведени на минимум. Поред предузетих мера фабрика се суочавала са губицима и производња је била нерентабилна. Увоз сијалица је додатно отежао производњу, као и недостатак девиза за увоз сировина из иностранства. Произведено је 16.666.117 сијалица.
- 1967. године се фабрика суочавала са проблемима из прошле године, производња сијалица је била скупља од продајне цене. Није било уговорених закључница са купцима. Настојањем домаћих стручњака фабрика је сачувана, јер је ситуација на тржишту била неповољна по фабрику, у тој мери да је постојање било неоправдано и нерентабилно, сви приходи у фабрици су се одразили кроз смањене плате радницима. Дана 25. октобра 1967. године је закључен споразум о пословно техничкој сарадњи „Тесла-ТЕЖ”. Споразумом је донето решење о формирању цене сијалица и употребом заједничког назива „tt” на паковањима, као и на заједничкој сарадњи. Са 719 радника је произведено 17.281.000 сијалица.
- 1968. године се видела оправданост међусобне сарадње потписане прошле године. У Панчеву је са 748 радника произведено 21.672.546 сијалица. Међусобном сарадњом две фабрике су смањени трошкови и правовремено су испуњени захтеви тржишта у настојању смањења или пак потпуног спречавања увоза.
- 1969. године је остала упамћена као успешна, јер иако су имали проблеме при пословању, надлежни из „Тесле” и „ТЕЖа” су успели поред увоза да одрже пословање фабрике и да задовоље потребе. Формирана је „Групација радних организација за производњу и промет електричних извора светла”, при Савезној привредној комори. Током прелазног пeриода настанка „Групације” поједини трговински ланци (већина њих није закључила споразум) су потписали уговор о увозу 40 милиона разних сијалица. Толико сијалица је чинило 75% годишњих потреба тржишта Југославије. Залагањем радног колектива је фабрика успела да остане у плусу с пословањем. Произведено је 23.618.569 сијалица са 785 радника.

### 1970-е
- 1970. године је смањена производња, са захтевом да се количине одрже на прихватљивом нивоу, а да се тржишту пласира онолико колико се тражи. 610.000 сијалица је извезено у иностранство како би се спречили губици и отпуштање радника. Са мађарском фирмом „Tungsram” је уговорен посао о доради 2.500.000 сијалица и 770.000 флуо цеви. Посао је извршен са 1.417.000 сијалица и 200.000 флуо цеви. Проширени су производни капацитети група „Telux” и „FcAlexandra”. Пуштен је погон за производњу јодних сијалица снаге 1000 W и 1500 W. Произведено је 20.083.000 сијалица са 850 радника.
- 1971. године фабрика се суочава са неликвидношћу, мањком финансијских средстава, чиме не успевају да испуне захтеве тржишта за одређене асортимане. Кроз кратак период увидели су значај сарадње са загребачким ТЕЖ-oм. Освојена је производња свих ауто спирала. У рад су пуштене групе „Tungsram II”, аутоматска за израду нормалних сијалица, као и машине FO 25 „Tungsram”. Са 980 радника је произведено 26,356,375. сијалица. Исте године је завршен средњорочни план за период од 1971-1975. Основ је била анализа тржишта.
- 1976. долази до осавремењивања групе „Telux” набавком новихг машина за монтажу спирала марке „Albar”. Такође стигло је седам електродних машина „EVD” из Енглеске. Припреме су вршене на пољу администрације, чиме је обухваћено уговарање послова, затим унапређење технологије и кадровска припрема. Са 1214 радника је произведено 40.299.859 сијалица.
- Марта 1977. почиње градња нове хале величине 3000 м2, за израду флуо цеви, услед мањка простора за смештај групе. Пуштена је група „FC Badalex” капацитета 1200ком/ч.
- 1978. је завшрена хала, остало је да се уради климатизација и гасна инсталација, која је каснила из објективних разлога. Монтажа је успешно обављена. Крајем године је отворен нови погон и пуштена у рад флуо група. Са 1504 радника је произведено 57.874.639 сијалица.
- 1979. долази до проблема у оставиривању задатих циљева, због тога су уведене мере којима је предвиђено потпуно искоришћење производних линија, уведено је више смена и радна субота. Технологија израде је примењена у потпуности. Стимулисана је производња „мале серије”. Са 1590 радника је израђено 56.966.511 сијалица.

### 1980-e
- 1980. године је достигнут рекорд од 59.949.894 сијалица, то је највећа забележена бројка. У јулу и августу исте године је уговорено више послова него у истом периоду у протеклих десет година. Надмашен је план реализације за 3,6%. Запослено је било 1628 радника.
- 1981. године је фабрика услед неповољних услова имала потешкоће са увозом сировина, због чега је производња била у застоју накратко. Производња је поред свега тога успела да испуни очекивања на тржишту. Исте године се отвара продавница у кругу фабрике. Са 1646 запосленх, што је и највише запослених икада у фабрици, произведено је 49.896.009 сијалица.
- 1982. године фабрика се суочава са застојем у производњи, отежаним увозов сировина и великим ломом током производње. Такође лоше стање економије у држави је довело до девалвације динара, и самим тим је утицало на рад фабрике. Ипак са 1634 радника је произведено 43.757.643 сијалица.
- 1983. године началом септембра је почело постављање аутоматске линије за производњу стандардних сијалица снаге 40-100 W. Линија је купљена од мађарског „Tungsram”-a раније, међутим Савезни секретаријат за спољну трговину није одобравао њену испоруку, све док се нису дубоко уверили да ће сијалице произведене са ове линије бити продаване на западу. Нажалост уз помоћ нове линије није остварен амбициозни план за израду од преко 57 милиона комада. Са 1590 радника је произведено 39.220.806 сијалица.
- 1984. године услед лоше економске ситуације (мањка девизних средстава) материјал се није могао праворемено увести, због чега је дошло до неуједначеног односа материјала за израду сијалица, због чега је у неколико наврата производња обустављана. Са 1460 радника је произведено 38.537.351 сијалица
- 1985. године су извршени напори да се средствима за амортизацију крене у инвестициона улагања. Том приликом су изграђени магацин, оксигенска и компресорска станица. Куповином 4 возила је значајно решено питање возног парка. Са 1505 радника је произведено 42.978.055 сијалица.
- 1986. године је усвојен средњорочни план развоја до 1990. године. Набављене су нове машине, производња је требало да има раст од 9,2% на годишњем нивоу. Са „Tungsram”-ом је склопљен уговор о набавци 7 машина за спирализацију и једног телера за групу „Badalex”.

### 1990-е

#### Распад Југославије и санкције
Током распaда Југославије долази до значајног губитка тржишта, разлаза са загребачким ТЕЖ-ом, отежаног увоза сировина и пада производње. Упркос свему сложни радници као и многи стручни људи предвођени дипл. физ. хем Верославом Крчадинцем су почели са израдом документације система квалитета прописаних стандардом JUS ISO 9000. Залагањем стручњака из контроле квалитета фабричка лабораторија за испитивање електричних извора светлости 1995. добија сертификат, чиме је лабораторија постала акредитована и релевантан фактор за контрoлу квалитета извора светлости и значајан корак за подизање квалитета на нивоу фабрике. Године 1998, почела је малосеријска производња PL флуо сијалица, које су у то време биле популарне због мање потрошње електричне енергије, мањег загревања и дужег радног века у односу на волфрамске сијалице. Период од 1994-1997. је био тежак за фабрику, због чега је увоз сведен на минимум, те је „Српска фабрика стакла” Параћин одиграла битну улогу у снадбевању балонима за волфрамске сијалице (28 милиона балона) чиме је задржана постојаност у производњи. Најгора година је била 1993. кад је произведено свега 2.008.629 сијалица.

#### Оживљавање производње
Поред изузетно тешке економске ситуације у земљи фабрика је наставила са ширењем производње, како би обезбедила опстанак на тржишту. 1998.године су се усагласили са Законом о предузећима. Фабрика је добила скупштину предузећа, управни и надзорни одбор. У привредном суду у Панчеву се први пут поред имена на српском језику уписује и име на енглеском језику. Формира се образовни центар у кругу фабрике како би се запослени у фарбици са високом и вишом стручном спремом образовали и стекли нова знања везана за израду сијалица. Поред страних стручњака, као и осталих домаћих стручњака ван фабрике, успешно су се показали и стручњаци из круга фабрике. Развојни центар је умногоме помогао радницима у стицању нових вештина.

#### Рат 1999. године
Иако је током 1999. године било бомбардовање, фабрика је у једној смени успела да одржи производњу, чак и да извезе одређену количину сијалица. Круг фабрике није био бомбардован, међутим Панчево је било тешко погођено током бомбардовања. Захваљујући чврстом настојању фабрике да и у најгорим тренуцима одржи пословање, добијају награду „Бизнис партнер” за 2000. годину. У јануару 2000. услед залагања стручњака фабрика добија сертификат да испуњава стандарде квалитета према JUS ISO 9001. Фабрика је у веку за собом оставила неизбрисиви траг. Током 1999. године је 1083 радника произвело 25,527,470 сијалица.

### 2000-е
Фабрика после свих недаћа дочекује јубиларну годину са пуно очекивања и надом за пробој на нова тржишта. Србија је током 2000-их постала отворенија према Европи и тржиште је било слободније.

#### Сарадња са предузећем
Услед пропасти фабрике током периода транзиције 2000-их, 2005. године долази до сарадње са Нарвом, Немачком фирмом из Дрездена. У почетку су продавали готове производе, да би потом била покренута производња у Владимировцу уз помоћ запослених из панчевачке фабрике, који су пристали да раде како би се производња несметано одвијала, чиме се избегава потреба за обуком нових радника. Производиле су се само обичне сијалице у масовној количини, остале врсте попут компакт флуоресцентних/флуоресцентних су препакиване/продаване само код нас или су рађене у малим серијама. Квалитет сијалица није био исти као код правих панчевачких модела, касније је кренула производња истих. Машине су делом биле из панчевачке фабрике, делом из загребачког ТЕЖ-a, међутим загребачке машине нису биле све у целости испоручене или су биле неисправне. Нарва је 2011. отишла из Србије чиме је угашена фабрика сијалица. Након тога домаће сијалице се све ређе налазе на рафовима, и то што се налази продаје се ради измиривања обавеза према дужницима. Поједине машине за израду сијалица које су пребачене из Панчева су завршиле на отпаду, јер није постигнут договор са заинтересованим људима из Мађарске за откуп, који су махом били радници „Тungsram”-a. Већина панчевачких машина је извезена назад у Мађарску, чиме су Мађари постигли следеће:
- Унапређене су машине (побољшана прецизност и извршена замена дотрајалих делова на истим, додата савремена електроника).
- Уместо да их расходују, продали су их државама бившег СССР-а, јер се код њих још увек производе обичне сијалице, док је у ЕУ то ограничено.
- "Тungsram" је своју технологију продао државама бившег СССР-а, чиме су обезбедили постојаност квалитета сијалица, што је позитивна реклама за њих.
- Купац је уз куповину обавезао себе на обуку од 12 месеци. Разлог због којег је потребна обука је да би се радници и цело особље фабрике упознало са новом технологијом, ради кориговања машина, увођењем климатизације, смањења лома и ради обуке мајстора за одржавање машина. Такође у обуци су упознати са прописаном калоричношћу гаса, влагом у аргону/водонику, влагом и температуром ваздуха и околине, односом материја, финоћом флуоресцентног праха, процесом наношења итд.

#### Стечај
Фабрика је 2010. године прогласила стечај, као последица дугогодишњег урушавања од стране разних власти које су постављале себи блиске људе, с циљем богаћења.

## Организација
Постојале су следеће производне групе:
- „Bader”- нормалне и минијатурне сијалице
- „FC Alexandra” - израда флуо цеви
- „Telux” - израда ауто сијалица
- „Badalex” - нормалне сијалице, полуатуоматска група капацитета 2200 ком/ч
- „FC Badalex” флуо група 1200 ком/ч[1]

## Производи
Панчевачка фабрика је производила следеће производе:
| Пре другог светског рата | Пре сарадње, а након ослобођења | Током сарадње са загребчким "TEŽ"-ом | Након разлаза |
| --- | --- | --- | --- |
| - Специјалне сијалице за саобраћајна средства,рефлекторе и друге сврхе - Тип "А" (вакуумске, округлог облика са провидним стаклом) - Тип "АМ" (вакуумске, округлог облика с изнутра матираним стаклом) - Тип "B" (вакуумске, крушкастог облика с провидним стаклом) - Тип "КМ" (вакуумске, облик кугле са споља матираним стаклом) - Тип "ASTF" (посебно рађене за места с пуно вибрација,изнутра матиране) - Тип "BB" (вакуумске, мала крушка с провидним стаклом) - Тип "KZ/KZM" (облик свеће,ознака м означава да је матирана споља) - Тип "G" (гасно пуњење, с прозирним стаклом) - Тип "GM" (гасно пуњење,с изнутра матираним стаклом) - Тип "GO" (гасно пуњење, опално стакло) - Тип "GDS" (гасно пуњење, имитација дневног светла) | - Сијалице за општу употребу - Сијалице у боји - Резиста сијалице - Сијалице облика кугле и свеће - Нисковолтне сијалице - Инфрацрвене сијалице - Рефлекторске сијалице - Минијатурне сијалице - Радио-скала сијалице - Сијалице за џепне и батеријске лампе - Сијалице за бицикле - Тињалице - Сигналне сијалице конусног и цевастог облика - Аутомобилске сијалице - Флуоресцентне цеви - Флуо цеви у боји - Рапидне флуо цеви - Рефлекторске флуо цеви - Флуо цеви за копирање - Живине сијалице | - Стандардне сијалице - Свећа сијалице - Илуминационе сијалице - Рефлекта сијалице - Криптон сијалице - Живине сијалице високог притиска - Натријумске сијалице високог притиска - Натријумске сијалице ниског притиска - Флуосолне сијалице - Металхалогене сијалице - Халогене сијалице - Флуоресцентне цеви - Флуоресцентне цеви за посебну намену - Стартери за флуоресцентне цеви - Тињалице - Писело сијалице - Суб минијатурне сијалице - Телефонске сијалице - Сигналне сијалице - Семафорске сијалице - Бродске сијалице - Сијалице за локомотиве - Вагонске сијалице - Резиста сијалице - Авионске сијалице - Радио-скала сијалице - Динамо сијалице - Батеријске сијалице - Сијалице за акумулаторске светиљке - Ауто сијалице - Комплети ауто сијалица - Инфрасол сијалице - Епископске сијалице - Пројекционе сијалице - Фотографске сијалице - Рударске сијалице - Сијалице за оптичку сигнализацију | - Стандардне сијалице - Свећа сијалице - Инклозиране сијалице - Рефлекта сијалице - Метализиране сијалице - Живине сијалице високог притиска - Натријум сијалице високог притиска - Халогене сијалице - Флуоресцентне цеви - Флуоресцентне цеви за посебну намену - Стартери за флуоресцентне цеви - Флуоресцентне цеви малих снага - Сигналне сијалице - Семафор сијалице - Бродске сијалице - Сијалице за локомотиве - Вагонске сијалице - Резиста сијалице - Авионске сијалице - Динамо сијалице - Комплет ауто сијалица - Епископске сијалице - Пројекционе сијалице - Рударске сијалице - Фотографске сијалице |

## Галерија
- Декоративне флуоресцентне цеви,
 вероватно прототип
45cm дужина, снага 15W
- Флуоресцентна цев снаге 20W
редовна серија
 60cm дужина